# Игнатов, Евгений Петрович
Евгений Петрович Игнатов (20 (7) августа 1915, с. Невьянский завод, Екатеринбургский уезд, Пермская губерния, Российская империя — 10 октября 1942, Северский район, Краснодарский край, РСФСР, СССР) — Герой Советского Союза, командир группы разведчиков и минёров партизанского отряда П. К. Игнатова (Бати), действовавшего в Краснодарском крае.

## Биография
Родился 20 (7) августа 1915 года в селении Невьянский завод Екатеринбургского уезда Пермской губернии (ныне — город Невьянск Свердловской области), в семье Петра Карповича Игнатова, который в годы
Гражданской войны сражался за советскую власть, а в мирное время находился на партийно-хозяйственной работе и возглавил Краснодарский химико-технологический институт.
После окончания краснодарской школы № 8, находящейся на улице Красноармейской, д. 7, Е. Игнатов поступил во Всесоюзный институт маслобойно-маргариновой промышленности, после окончания которого работал инженером на комбинате «Главмаргарин». В 1939 году вступил в ВКП(б).
В ноябре 1941 года Пётр Игнатов был назначен командиром партизанского отряда (особенностью отряда стало то, что он состоял из инженерно-технического персонала комбината Главмаргарин и химико-технологического института). Евгений Игнатов был назначен командиром группы разведчиков и минёров. До августа 1942 года он вместе с другими будущими партизанами проходил подготовку по минно-взрывному делу и по другим необходимым для диверсионных операций боевым специальностям.
В августе 1942 года отряд ушёл в предгорья Кавказа в районе железной дороги Краснодар — Новороссийск и начал боевые действия. Первый бой группа разведчиков численностью 9 человек под командованием Е. Игнатова приняла под станицей Смоленской, разгромив колонну противника и уничтожив 48 солдат противника. При этом партизаны не потеряли ни одного бойца.
Осенью 1942 года отряд П. Игнатова (Бати) неоднократно проводил боевые действия против гитлеровцев: громил колонны противника, уничтожал боевую технику, добывал разведсведения для Красной Армии, захватывал пленных. В одной из разведок братья Евгений и Геннадий Игнатовы разгромили вражеский дзот, а когда к противнику прибыло подкрепление, братья захватили танкетку и на ней, ворвавшись в станицу Смоленская, уничтожили пулемётным огнём несколько солдат и офицеров противника, после чего покинули
место боя. При выезде из станицы танкетка была подбита и её пришлось бросить.

## Подвиг
В октябре 1942 года Е. Игнатов сильно простудился и на некоторое время отошёл от активной партизанской деятельности. В это время он занялся доводкой конструкции мины для диверсий на железной дороге. Мина должна была взорваться от давления поезда на рельс.
Ночью 10 октября 1942 года мина была установлена на железной дороге Краснодар — Новороссийск. Конструкция мины предусматривала несколько предохранителей, последний из которых должен был быть снят после отхода партизан от железнодорожного полотна. Однако вскоре после установки мины на шоссе появились гитлеровские броневики, а на железнодорожных путях — вражеский эшелон. Поняв, что они ничего не успеют сделать, братья Игнатовы с противотанковыми гранатами бросились к железнодорожному полотну и, швырнув их в мину, привели её в действие. При взрыве эшелон, в котором находилось более 400 гитлеровских солдат и офицеров, рухнул под откос, при этом вагоны рушились на броневики, в которых находились автоматчики. Сами герои погибли на глазах своего отца.
Указом Президиума Верховного Совета СССР «О присвоении звания Героя Советского Союза партизанам, особо отличившимся в партизанской борьбе против немецко-фашистских захватчиков» от 7 марта 1943 года за «за отвагу и геройство, проявленные в партизанской борьбе в тылу против немецко-фашистских захватчиков» удостоен посмертно звания Героя Советского Союза.

## Память

Могила братьев Игнатовых

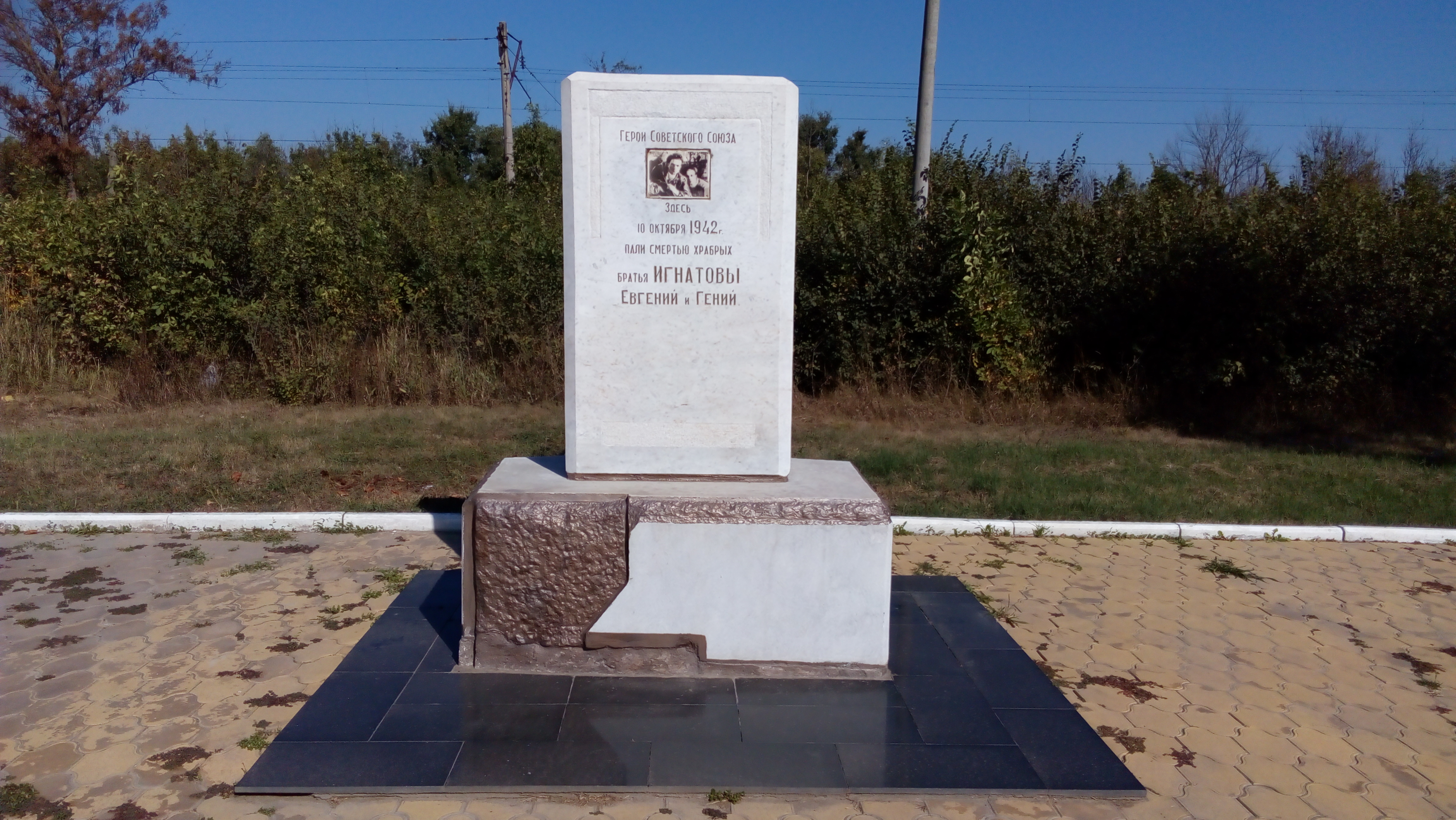
Мемориальный знак на месте гибели братьев Игнатовых

- Вместе с братом похоронен на Всесвятском кладбище Краснодара.
- На месте подвига — в посёлке Баки Северского района установлен обелиск.
- Именем братьев названы улица и библиотека в Краснодаре.
- Именем братьев названа улица в Волгограде.
- Именем братьев назван теплоход МРФ.
- Именем братьев названа школа № 19 в Геленджике.
- Именем братьев названа школа № 8 в Краснодаре.
- Именем Героев назван мыс (Братьев Игнатовых) на острове Большевик архипелага Северная Земля. Название дано в 1953 году экспедицией Северо-Западного аэрогеодезического предприятия.
- Именем Героев названы улицы в Нижнем Новгороде, Перми и Невьянске.